# Бофорт, Генри, 2-й граф Сомерсет
Генри Бофорт (англ. Henry Beaufort; около 26 ноября 1401 — 25 сентября 1418) — 2-й граф Сомерсет с 1410, старший сын Джона Бофорта, 1-го графа Сомерсета, и Маргарет Холланд, дочери Томаса Холланда, 2-го графа Кента, и Алис Фицалан.

## Биография
Генри родился в 1401 году и был старшим из шести детей Джона Бофорта, 1-го графа Сомерсета, и Маргарет Холланд. Он происходил из знатного рода Бофортов и был потомком короля Эдуарда III и племянником короля Англии Генриха IV. Точная дата рождения неизвестна, установлено только, что Генри был крещён 26 ноября. Вероятно, что он родился незадолго до этого.
16 марта 1410 года умер Джон Бофорт. Поскольку Генри было всего 8 лет, то он унаследовал титул графа Сомерсета под опекой матери, вышедшей вторично замуж — за Томаса Ланкастера, герцога Кларенса, одного из сыновей Генриха IV.
Генри был объявлен совершеннолетним в 15-летнем возрасте. В 1418 году он в составе английской армии под командованием своего дяди, Томаса Бофорта, герцога Эксетера, отправился во Францию, где возобновилась Столетняя война. Там Генри принял участие в осаде Руана и умер 25 сентября от неизвестной причины.
Женат Генри не был, детей не оставил, поэтому титул графа Сомерсета перешёл к его младшему брату Джону.